# Maksim Nedasekau
Maksim Yuryevich Nedasekau (né le 21 janvier 1998 à Vitebsk) est un athlète biélorusse, spécialiste du saut en hauteur. Champion d'Europe en salle en 2021, il décroche la même année la médaille de bronze aux Jeux Olympiques de Tokyo. 

## Carrière
Le 22 juillet 2017, Maksim Nedasekau bat le plus ancien record des championnats (qui datait de 1977 avec Volodymyr Yashchenko), avec un saut à 2,33 m au 3e essai pour remporter le titre des Championnats d'Europe juniors d'athlétisme 2017 à Grosseto. C'est le meilleur saut réalisé par un junior depuis 1992 et les 2,37 m du Britannique Steve Smith, et également la 4e meilleure performance mondiale de l'année, toutes catégories confondues, derrière notamment Mutaz Essa Barshim (2,38 m) et Mateusz Przybylko (2,35 m).

### Médaille d'argent européenne en plein air (2018)
Le 25 mai 2018, le Biélorusse franchit 2,32 m, se classant derrière Dzmitry Nabokau, 2,36 m, à Brest-Litovsk. Le 9 août 2018, il se qualifie pour la finale des championnats d'Europe de Berlin, en réalisant 2,25 m au 1er essai. Deux jours plus tard, il remporte l'argent avec un saut à 2,33 m, record personnel égalé, derrière l'Allemand Mateusz Przybylko (2,35 m). Le lendemain, il ne se présente pas lors de la cérémonie de remise des médailles dans le Stade olympique de Berlin pour « raisons de santé ».
Il remporte la médaille d’or du saut en hauteur lors des  Jeux européens de 2019 à Minsk. Avec l’équipe de son pays, il remporte également la médaille d’argent par équipes lors de la finale des de ces Jeux, en remportant l’épreuve individuelle du saut en hauteur en 2,25 m, en ayant devancé Andriy Protsenko de 1 cm lors du dernier face à face.
Le 9 septembre 2019, Maksim Nedasekau s'impose lors du match Europe - USA en effaçant une barre à 2,35 m, nouveau record personnel et meilleure performance mondiale de l'année, à un centimètre du record national de Dzmitry Nabokau. Il échoue ensuite au pied du podium lors des championnats du monde 2019 à Doha avec 2,33 m, derrière Mutaz Essa Barshim, Mikhail Akimenko et Ilya Ivanyuk.

### Titre européen en salle et médaille de bronze olympique (2021)
En 2021, il obtient son premier titre international chez les seniors avec l'or aux Championnats d'Europe en salle avec une barre à 2,37 m, nouveau record de Biélorussie. Il devance sur le podium le tenant du titre, l'Italien Gianmarco Tamberi (2,35 m) et le Belge Thomas Carmoy (2,26 m).
Aux Jeux Olympiques de Tokyo, Nedasekau égale en finale son record national avec un saut à 2,37 m mais est battu au nombre d'essais pas Gianmarco Tamberi et Mutaz Essa Barshim qui se partagent l'or. Devant se contenter de la troisième place, il devient tout de même le premier Biélorusse médaillé au saut en hauteur aux JO. 

## Palmarès
| Date | Compétition                    | Lieu       | Résultat | Marque |
| ---- | ------------------------------ | ---------- | -------- | ------ |
| 2016 | Championnats du monde juniors  | Bydgoszcz  | 8e       | 2,18 m |
| 2017 | Championnats d'Europe juniors  | Grosseto   | 1er      | 2,33 m |
| 2018 | Championnats du monde en salle | Birmingham | 6e       | 2,20 m |
| 2018 | Championnats d'Europe          | Berlin     | 2e       | 2,33 m |
| 2018 | Coupe continentale             | Ostrava    | 3e       | 2,27 m |
| 2019 | Jeux européens                 | Minsk      | 1er      | 2,27 m |
| 2019 | Championnats d'Europe espoirs  | Gävle      | 1er      | 2,29 m |
| 2019 | Championnats du monde          | Doha       | 4e       | 2,33 m |
| 2019 | Jeux mondiaux militaires       | Wuhan      | 8e       | 2,05 m |
| 2021 | Championnats d'Europe en salle | Toruń      | 1er      | 2,37 m |
| 2021 | Jeux Olympiques                | Tokyo      | 3e       | 2,37 m |

## Records
| Épreuve         | Épreuve   | Marque | Lieu  | Date          |
| --------------- | --------- | ------ | ----- | ------------- |
| Saut en hauteur | Plein air | 2,37 m | Tokyo | 1er août 2021 |
| Saut en hauteur | En salle  | 2,37 m | Toruń | 7 mars 2021   |